# Bobby Seale
Robert "Bobby" George Seale (Dallas, 22 de outubro de 1936) é um escritor, ex-ativista do Movimento dos Direitos Civis nos Estados Unidos e cofundador, juntamente com Huey P. Newton, do Partido dos Panteras Negras (fundada em 1966 como Partido dos Panteras Negras para Auto Defesa), organização cujas principais atividades eram o monitoramento das atividades policiais e o enfrentamento da brutalidade policial contra as comunidades negras, que começou na cidade de Oakland, estendendo-se depois para outras localidades dos Estados Unidos.
Seale tornou-se amplamente conhecido como um dos "Oito de Chicago", acusados de conspiração pelo governo americano, por terem sido associados aos protestos contra a Guerra do Vietnã, realizados em Chicago, durante a Convenção Nacional Democrata de 1968. Nesse julgamento, Bobby continuadamente se levantava e gritava "Eu protesto!" todos os dias em que era mencionado seu nome, já que seu advogado não estava presente ao julgamento. Bobby insistia que lhe fora tirado o  direito constitucional de  defesa, sendo-lhe então aplicada uma punição por sua desobediência. De maneira infame, o juiz Julius Hoffman ordenou que Seale fosse algemado, pelas mãos e pernas,  à sua cadeira, e amordaçado com uma fita adesiva, de modo a fazê-lo "se calar diante do tribunal". 
Após mais de um mês de julgamento, Bobby Seale foi separado dos outros réus, transformando os "Oito de Chicago" em os "Sete de Chicago". Depois disso, o governo desistiu de enquadrá-lo no crime de conspiração. Mas, apesar de nunca ter sido considerado culpado, Seale foi sentenciado, pelo Juiz Hoffman, a quatro anos de prisão, por desacato à corte. Sua sentença, porém, foi revertida após recurso.
Em 1970, enquanto estava preso,  Bobby Seale foi enquadrado e tornou-se réu no Julgamentos dos Panteras Negras em New Haven, acusado de tortura e assassinato de  Alex Rackley - que os Panteras Negras suspeitavam que fosse um informante da polícia infiltrado no Partido. George Sams Jr.,  também membro do Partido, testemunhou que Seale lhe havia ordenado que matasse Rackley. Todavia, o júri foi incapaz de chegar a um veredito, e as acusações acabaram por ser retiradas.

## Obras
Entre seus livros publicados estão:
- A Lonely Rage: The Autobiography of Bobby Seale
- Seize the Time: The Story of the Black Panther Party and Huey P. Newton
- Power to the People: The World of the Black Panthers (com Stephen Shames).